# بخش اژیه
بخش اژیه یکی از بخش‌های شهرستان هرند استان اصفهان ایران است. این منطقه در مسیر جاده اصفهان ورزنه واقع شده است.

## تقسیمات کشوری
- بخش اژیه
  - دهستان کلیشاد
  - دهستان رودشت

شهر: اژیه

## جمعیت
براساس سرشماری عمومی نفوس و مسکن در سال ۱۳۹۵، جمعیت بخش اژیه برابر با ۷،۶۷۰ نفر بوده‌است.